# Lycée Georges-Cabanis
Pour les articles homonymes, voir Georges Cabanis et Cabanis.
Le lycée Georges-Cabanis est un établissement d'enseignement secondaire et supérieur public de la ville de Brive-la-Gaillarde en Corrèze. Il est situé au no 6 boulevard Henri-de-Jouvenel dans le centre-ville. Le collège Georges-Cabanis est situé à côté au no 2 boulevard Henri-de-Jouvenel.
Le lycée compte 1 250 élèves et un internat de 245 places

## Histoire

### Origine du nom
L'établissement doit son nom à Pierre Jean Georges Cabanis (1757-1808), médecin, philosophe et homme politique né au château de Salagnac sur la commune de Cosnac près de Brive-la-Gaillarde.

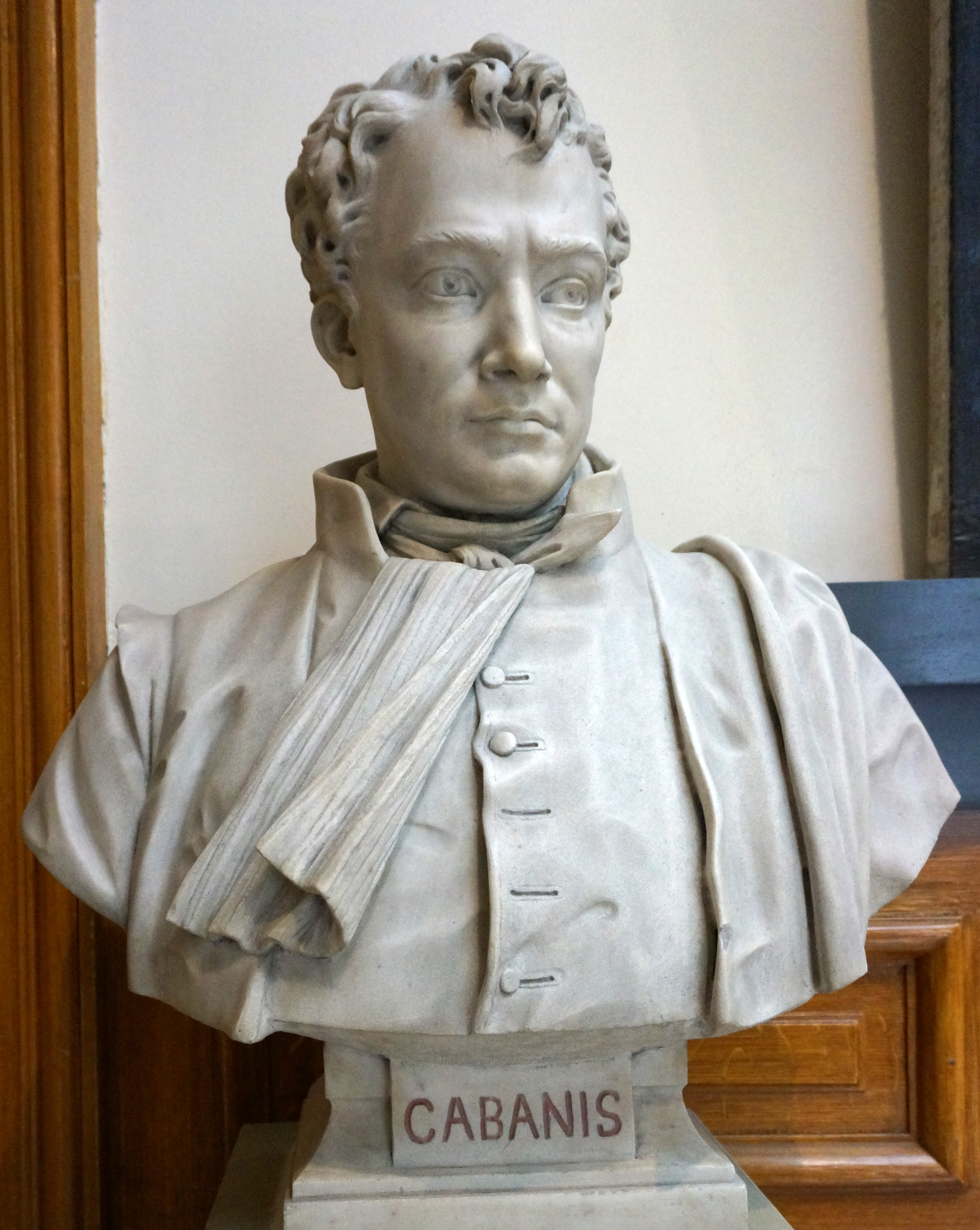
Buste de Cabanis.
Armes du « comte Cabanis et de l’Empire ».

### Chronologie
Le premier collège de Brive est créé en 1503 lorsque le Vicomte de Turenne et les Consuls de la ville achètent une maison dans la rue Basse et ouvrent 3 classes qui s'honorent de la protection du roi Henri III.
En 1887, la ville se dote d'un collège pouvant accueillir 400 élèves.
Il reçoit le nom de Cabanis en 1912, sur une proposition des anciens élèves faite en 1898.
En 1947, le nombre d'élèves ayant augmenté jusqu'à dépasser 600, la municipalité décide de déménager les garçons dans des nouveaux locaux construits sur des terrains achetés par la ville en 1925. Par décret du 26 octobre 1948, le collège de garçons devient lycée et un nouveau collège est créé.

## Formations dispensées
Depuis la rentrée 2019, le lycée propose différentes sections enseignements allant du secondaire général, technologique et professionnel, jusqu'aux classes préparatoires aux grandes écoles ainsi que les BTS,,. 

### Secondaire
- Filière générale - Enseignements de spécialité dispensés :
  - Mathématiques
  - Physique-chimie
  - Sciences de la Vie et de la Terre
  - Numérique et sciences informatiques
  - Sciences de l'Ingénieur
  - Sciences Économiques et Sociales
  - Éducation physique, pratiques et culture sportives
- Filières technologiques :
  - Sciences et technologies de l'industrie et du développement durable (STI2D), options :
    - Innovation technologique et éco-conception (ITEC)
    - Systèmes d’information et numérique (SIN)
    - Énergies et environnement (EE)
- Baccalauréat professionnel :
  - Métiers de l’électricité et de ses environnements connectés (MELEC)
  - Maintenance des Systèmes de Production Connectés (MSPC)
  - Technicien en Réalisation de Produits Mécaniques : option Réalisation et Suivi de Production (TRPM)
  - Cybersécurité, Informatique et réseaux, Électronique (CIEL)

### Supérieur
- Brevet de technicien supérieur (BTS) :
  - Conception des processus de réalisation des produits (CPRP)
  - Conseil et Commercialisation de Solutions Techniques (CCST)
  - Conception des produits industriels (CPI)
  - Électrotechnique (ET)
  - Cybersécurité, Informatique et réseaux, Électronique (CIEL)
- Classe préparatoire aux grandes écoles (CPGE) :
  - Technologie et sciences industrielles (TSI)

Le lycée est aussi associé à l'IUT du Limousin de l'université de Limoges pour diverses licences professionnelles (Ingénierie numérique pour la fabrication additive et agile, Électricité et Maîtrise de l’Énergie)

## Classement du lycée
En 2022, le lycée se classe 3e sur 9 au niveau départemental quant à la qualité d'enseignement, et 1252e sur 2 277 au niveau national. Sa classe préparatoire aux grandes écoles a été classée première au rang national par le magazine l'Etudiant en 2022
Le classement s'établit sur trois critères : le taux de réussite au bac, la proportion d'élèves de première qui obtient le baccalauréat en ayant fait les deux dernières années de leur scolarité dans l'établissement, et la valeur ajoutée (calculée à partir de l'origine sociale des élèves, de leur âge et de leurs résultats au diplôme national du brevet)

## Professeurs et élèves célèbres
- Olivier Brousse, chef d’entreprise
- Jean-Claude Cassaing, député de la Corrèze
- Albert-Camille-Jean Cahuet, dit « Albéric Cahuet » fit ses études au collège.
- Georges Debat, conseiller général du canton de Beynat enseignant puis chef des travaux du lycée.
- Jean-Paul Escande, médecin
- Philippe Nauche, ancien maire de Brive-la-Gaillarde, ancien député de la Corrèze
- Maurice Pouzet, mathématicien, professeur émérite à l'Université Claude Bernard- Lyon I
- Frédéric Soulier actuel maire de Brive-la-Gaillarde, ancien député de la Corrèze
- Jean-Michel Valade y a été professeur d'histoire-géographie, d'éducation civique, juridique et sociale.
- L'écrivain Pierre Bergounioux et son frère, le linguiste Gabriel Bergounioux, y furent élèves.
- Le poète et éditeur Jean-Paul Michel.
- Le linguiste et artiste Philippe Ségéral.
- Le joueur de rugby à XV Demba Bamba.